# علی معلول
علی معلول (انگلیسی: Ali Maâloul؛ زادهٔ ۱ ژانویهٔ ۱۹۹۰) بازیکن فوتبال اهل تونس است.
از باشگاه‌هایی که در آن بازی کرده‌است می‌توان به باشگاه فوتبال صفاقسی و باشگاه ورزشی الاهلی مصر اشاره کرد.